# ماشین پرس

پرس قدرتی با حفاظ ثابت

ماشین پرس (به انگلیسی: Machine press) که با اختصار پرس (به انگلیسی: press) نیز نامیده می‌شود گونه‌ای ماشین ابزار است که فشار مورد نیاز برای شکل‌دهی اجسام را تأمین می‌نماید.
یک ماشین فشاردهی، به طور مختصر معمولاً به عنوان پرس شناخته می‌شود. پرس ماشین ابزاری است که با استفاده از فشار، شکل قطعه کار را تغییر می‌دهد. اپراتور پرس فرم‌دهنده به نام تنظیم‌کننده ابزار پرس شناخته می‌شود که اغلب به نام تنظیم‌کننده ابزار شناخته می‌شود.
پرس‌ها می‌توانند بر اساس مکانیزم آن‌ها به دسته‌های هیدرولیک، مکانیکی، پنوماتیک تقسیم شوند؛ و بر اساس عملکردشان به پرس‌های کوبنده، پرس‌های استمپاژ، پرس‌های ترمیمی، پرس‌های پانچ و غیره تقسیم شوند؛ نوع دیگر تقسیم بندی بر اساس ساختارشان انجام میشود و شامل پرس مفصلی، پرس پیچی، پرس اکسپلر است؛ نوع آخر بر اساس قابلیت کنترل دسته بندی میشود که دو دسته پرس‌های معمولی و پرس‌های سروو دسته‌بندی می‌شوند.

### طبقه‌بندی انواع ماشین پرس
ماشینهای پرس بر اساس متغیرهای مختلف بصورت زیر طبقه‌بندی می‌شوند.
- بر اساس منبع قدرت: دستی، مکانیکی، هیدرولیکی، پنوماتیکی
- بر اساس تعداد سینهٔ پرس: تک عمله (Single Action)، دو عمله (Double Action) و سه عمله (Triple Action)
- بر اساس نحوهٔ انتقال قدرت به سینه پرس: لنگ، لولایی، پیچی، بادامک، گیربکس، چرخ دنده و شانه و …
- بر اساس جهت حرکت سینهٔ پرس: افقی، عمودی
- بر حسب نوع استفاده: شکل دهی، آهنگری، برشکاری، مونتاژ و …
- بر اساس نوع چهارچوب: فریم‌های C یا Gap، جلوباز، قوسی شکل و …
- بر اساس ظرفیت پرس یا تناژ[۲]

## شاپ پرس
این نوع پرس، معمولاً شامل یک چارچوب مستطیل ساده است که اغلب از کانال C یا لوله‌های مخصوص ساخته شده است و دارای یک جک بطری یا سیلندر هیدرولیک است که از طریق یک قطعه فشاری به قطعه کار فشار می‌آورد. این نوع پرس معمولاً برای کارهای فرم‌دهی عمومی در کارگاه‌های مکانیک خودرو، کارگاه‌های ماشین‌سازی، گاراژها یا کارگاه‌های زیرزمینی استفاده می‌شود. پرس‌های معمولی می‌توانند بین ۱ تا ۳۰ تن فشار اعمال کنند، که وابسته به اندازه و ساختار آنها است. نسخه‌های سبک‌تر اغلب به عنوان پرس‌های "آربر" شناخته می‌شوند.
پرس کارگاهی به طور معمول برای فشار دادن قطعات با همپوشانی متمایل به هم، مانند چرخ دنده بر روی میله‌ها یا بلبرینگ‌ها به داخل قاب‌ها استفاده می‌شود.

## انواع ماشینهای پرس از نظر منبع قدرت

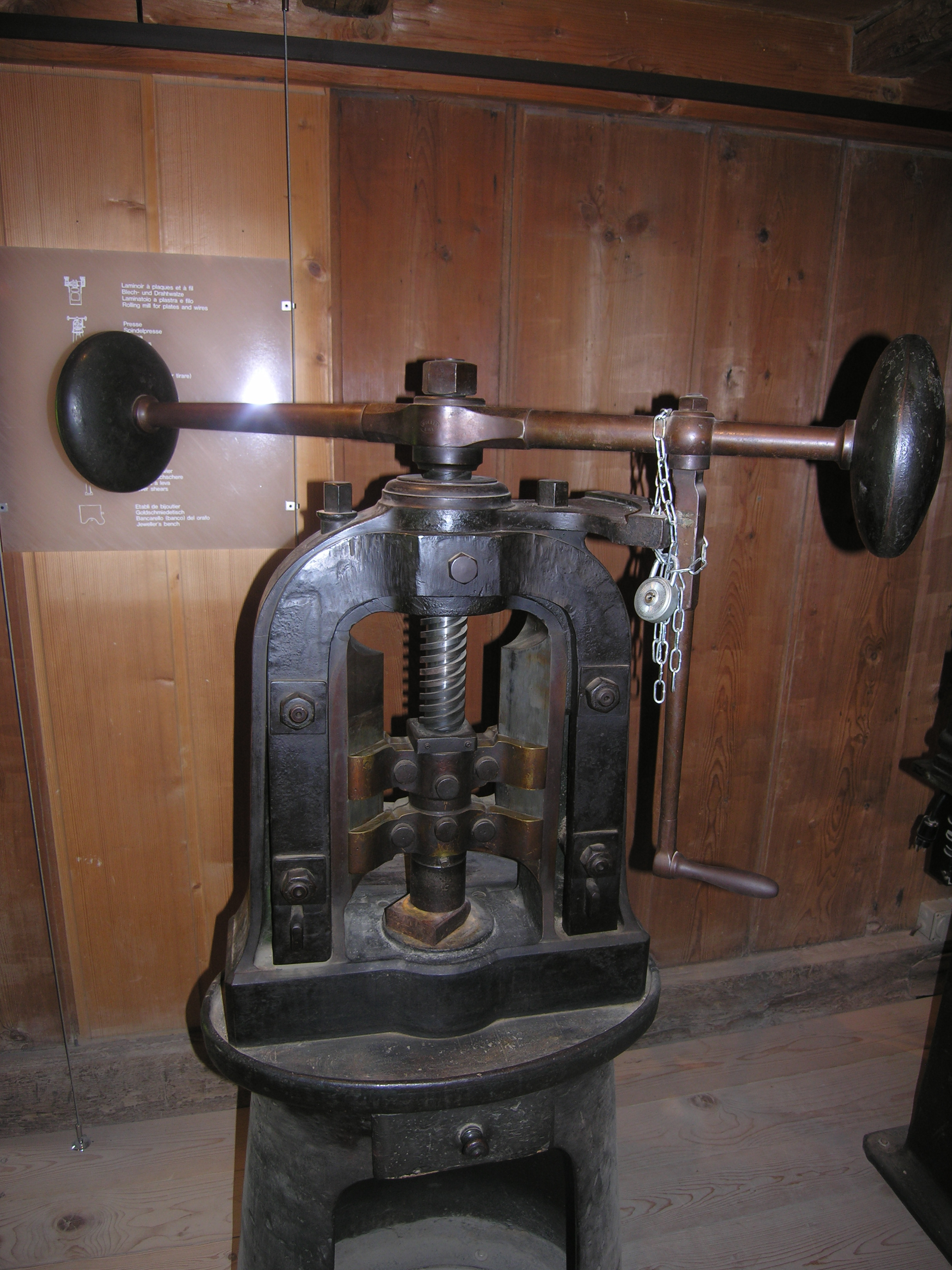
پرس دستی گلداسمیت

### ماشین‌های پرس دستی
این ماشین‌آلات از نیروی دست اپراتور برای اعمال فشار بر قطعه کار استفاده می‌کنند و برای کارگاه‌های نمونه‌سازی یا مراکز آموزشی گزینهٔ مناسبی محسوب می‌شوند. پرس‌های دستی معمولاً دارای اهرم برای انتقال نیرو هستند به همین دلیل به آنها پرس دستی اهرمی نیز می‌گویند.

#### مزایای پرس‌های دستی
- قیمت خرید بسیار پایینتری نسبت به سایر انواع پرس دارند.
- ابعاد و وزن کمتری دارند، لذا فضای کمتری اشغال می‌کنند و حابجایی آن‌ها آسان است.
- آلودگی صوتی بوجود نمی‌آورند.
- خطر خاصی برای اپراتور ندارند.

#### معایب پرس‌های دستی
- ظرفیت محدودی دارند.
- سرعت آن‌ها پایین است و در کاربردهای صنعتی و خط تولید گزینهٔ مناسبی محسوب نمی‌شوند.

### ماشین‌های پرس مکانیکی
در دستگاه پرس مکانیکی از روش‌های مختلفی برای تبدیل چرخش موتور الکتریکی (نیروی دورانی) به جابجایی خطی (نیروی خطی) استفاده می‌شود که بواسطهٔ آن سینهٔ پرس (صفحهٔ متحرک پرس یا Ram) بر قالب فشار وارد می‌نماید.

#### مزایای پرس‌های مکانیکی
- سرعت بسیار بالا
- قیمت خرید پایینتر نسبت به پرس هیدرولیکی
- تناژ نسبتاً مناسب

#### معایب پرس‌های مکانیکی
- طول کورس بسیار محدود
- نیازمند فرایند مداوم تعمیرات و نگهداری
- آلودگی صوتی زیاد

### ماشین‌های پرس هیدرولیکی
پرس هیدرولیک نام ماشینی است که با استفاده از سیلندر هیدرولیک نیروی پرس تولید می‌کند.

#### مزابای پرس‌های هیدرولیکی
- قدرت و تناژ بالا
- طول کورس بلند
- کنترل‌پذیری زیاد سرعت و موقعیت سینه پرس
- سر و صدای نسبتاً اندک
- امنیت بالا (نسبت به پرس مکانیکی)
- تعمیرات و نگهداری نسبتاً کم

#### معایب پرس‌های هیدرولیکی
- سرعت پایین پیمایش کورس
- قیمت خرید نسبتاً بالا
- حساس در برابر شوک گسستگی برش
- مصرف انرژی نسبتاً بالا
- ابعاد و اندازهٔ بزرگ (به نسبت سایر انواع پرس)[۵]

### ماشین‌های پرس پنوماتیکی
این ماشین‌آلات از هوای فشرده برای اعمال فشار به سیلندر نیوماتیکی و سینهٔ پرس استفاده می‌نمایند.

#### مزایا پرس‌های پنوماتیکی
- سرعت بالاتر به نسبت پرس‌های هیدرولیکی
- قیمت خرید کمتر به نسبت پرس‌های هیدرولیکی
- ابعاد و وزن پایین
- کنترل پذیری نسبتاً بالا
- عمر کاری زیاد
- آلودگی محیطی اندک (بدون نیاز به روغن)

#### معایب پرس‌های پنوماتیکی
- تناژ بسیار پایین

### یک نمونه کنترل خاص پرس: پرس سروو
یک پرس سروومکانیزم، همچنین به عنوان پرس سروو یا "الکترو-پرس" شناخته می‌شود، پرسی است که توسط یک موتور سرو AC (موتور سروو الکتریکی) انتقالی حرکت داده می‌شود. گشتاور تولید شده توسط آن توسط یک بال‌اسکرو به نیروی خطی تبدیل می‌شود. فشار و موقعیت توسط یک سلول بار و یک انکودر کنترل می‌شوند. مزیت اصلی پرس سروو مصرف انرژی پایین آن است؛ بطوریکه تنها ۱۰-۲۰٪ از مصرف انرژی سایر ماشین‌های پرس است.
در فرآیند استمپینگ، مسئله دربارهٔ حداکثر کردن انرژی است و نه این که ماشین چه مقدار تناژ را ارائه می‌دهد. اخیراً، روش‌هایی برای افزایش تناژ بین قالب و قطعه کار در یک پرس مکانیکی از طریق ماشین‌های بزرگتر با موتورهای بزرگتر بوجود آمده است.

## تاریخچه
در گذشته، فلزات با استفاده از چکش و با دست شکل گرفته می‌شدند. بعداً چکش‌ها در اندازه بزرگتر ساخته شدند تا بتوانند بخش بیشتری از فلز را همزمان تغییر شکل دهند یا مواد ضخیم‌تر را له کنند. اغلب آهنگر از شاگرد برای تکان دادن چکش استفاده می‌کرد در حالی که خودش بر روی قطعه کار تمرکز می‌کرد. چکش‌های افتادنی و چکش‌های سرسره از مکانیزمی استفاده می‌کنند که در آن چکش تا ارتفاعی بالا برده می‌شود و سپس با وزن خود به روی قطعه کار رها می‌شود.
در اواسط قرن 19، چکش‌های دستی و چکش‌های دورانی به تدریج در صنعت، توسط چکش بخار جایگزین شدند. این نوع چکش، اولین بار توسط جیمز وات، مخترع و مهندس مکانیک بریتانیایی  در سال 1784 که در ساخت نوارهای بخار و کندانسورهای اولیه نیز مشارکت داشته بود، توصیف شد، اما اولین نسخه آن در سال 1840 توسط مخترع بریتانیایی جیمز نسمیت ساخته شد. تا اواخر قرن 19، چکش‌های بخار به طور چشمگیری در اندازه افزایش یافته بودند؛ در سال 1891، شرکت Bethlehem Iron اقدام به ارتقاء امکانات چکش بخار کرد به طوری کرد که بتواند ضربه 125 تنی را ایجاد و تحمل کند.
بیشتر پرس‌های مکانیکی مدرن به طور معمول از ترکیب موتورهای الکتریکی و هیدرولیک برای دستیابی به فشار لازم استفاده می‌کنند. همراه با تکامل پرس‌ها، تکامل قالب‌های استفاده شده در آن‌ها نیز اتفاق افتاده است.

## امنیت
پرس‌های ماشینی ممکن است خطرناک باشند و باعث صدمات جدی شود، بنابراین همیشه باید اقدامات ایمنی جدی گرفته شود. کنترل‌های دو دستی (کنترل‌هایی که برای استفاده از آنها نیاز به قرار گرفتن هر دو دست بر روی دکمه‌ها است) راهی بسیار خوبی برای جلوگیری از حوادث هستند، همچنین پرده‌های نوری دیگر روشی است که باعث می‌شوند در مواقع خطر و در زمانی که اپراتور در دامنه حرکت قالب قرار بگیرد، ماشین از کار بیوفتد و خاموش شود.